# San Giovanni Evangelista (Martino da Gavardo)
San Giovanni Evangelista è un dipinto a olio su tavola (118×48 cm) eseguito da Martino da Gavardo nel 1510, conservato nei depositi della Pinacoteca Tosio Martinengo di Brescia.
Firmato e datato dall'autore, è una delle opere principali per ricostruirne lo stile espressivo del tutto conforme a quello di Floriano Ferramola.

## Storia
L'opera reca la firma e la data: OPVS MARTINVS DE GAVARDO HABITATOR SALODIJ 1510 MARCIJ, indicando che l'artista era residente a Salò nel momento dell'esecuzione.
La tavola è stata acquistata nel 1972 dai Civici Musei di Brescia da un collezionista privato viennese.

## Descrizione
Il dipinto, di forma rettangolare, raffigura San Giovanni Evangelista in piedi, a figura intera e lievemente ruotato verso sinistra. Il santo, con volto giovanile e capelli lunghi, regge con la mano destra un calice, attributo iconografico che allude al miracolo del veleno, mentre con la sinistra sorregge un libro chiuso, simbolo del suo ruolo di Evangelista. Sullo sfondo si trova una tappezzeria dorata a losanghe. L'iscrizione SANCTVS IOANNES EVANGELISTA è visibile in basso al centro.

## Stile
Il dipinto è un'opera pienamente rappresentativa dello stile di Martino da Gavardo. Il disegno è saldo, la composizione improntata alla frontalità e alla simmetria, con panneggi netti e decorazioni dorate a sottolineare il profilo delle vesti. Il colorismo è pacato, con tonalità ocra, verdi, bruni e rossi spenti. La figura del santo mostra quella compostezza ieratica che accomuna anche altre opere dell'artista, tra cui il polittico di Promo.
L'opera evidenzia l'influenza di Vincenzo Foppa e di Floriano Ferramola, in particolare di Ferramola come quasi tutto il resto della produzione del pittore. In questo San Giovanni Evangelista la testa e praticamente tutto l'abbigliamento sono mutuati dal figura di pari soggetto nella cappella parva fuori dalla chiesa di Santa Maria del Carmine a Brescia, come se il pittore avesse usato lo stesso cartone ma rovesciato.